# Trainwreck (filme)
Trainwreck (prt: Descarrilada; bra: Descompensada; ago: Descarrilada) é um filme estado-unidense de 2015, do género comédia romântico-dramática, realizado por Judd Apatow, escrito por Amy Schumer e protagonizado por Schumer, Bill Hader, Tilda Swinton, Ezra Miller, Brie Larson, Colin Quinn, Mike Birbiglia, Vanessa Bayer, John Cena, LeBron James e Tony Romo.
Foi exibido no South by Southwest a 15 de março de 2015, e nos cinemas estado-unidenses a 17 de julho de 2015. Estreou-se em Portugal a 6 de agosto, em Angola a 7 de agosto de 2015, e no Brasil a 16 de agosto de 2016 no Telecine.

## Elenco
- Amy Schumer como Amy Townsend[8]
  - Devin Fabry como Amy (criança)
- Bill Hader como Dr. Aaron Conners[8]
- Brie Larson como Kim Townsend[8]
  - Carla Oudin como Kim (criança)
- Tilda Swinton como Dianna[8]
- Colin Quinn como Gordon Townsend[8]
- John Cena como Steven[8]
- Mike Birbiglia como Tom[8]
- Jon Glaser como Schultz[8]
- Vanessa Bayer como Nikki[8]
- Ezra Miller como Donald[8]
- LeBron James como ele mesmo[9]
- Evan Brinkman como Allister
- Method Man como Temembe[9]
- Norman Lloyd como Norman
- Jim Norton como Motorista da carruagem
- Daniel Radcliffe como Passeador de cães
- Marisa Tomeicomo Dona do cão[10]
- Randall Park como Bryson[11]
- Keith Robinson como Rapaz do fundo do teatro
- Dave Attell como Noam
- Josh Segarra como Oli da Staten Island
- Bobby Kelly como Rapaz da noite
- Dan Soder como Rapaz da lixeira
- Tim Meadows como Tim
- Jim Florentine como Rapaz da noite
- Nikki Glaser como Lisa[12]
- Claudia O'Doherty como Wendy[12]
- Bridget Everett como Kat[12]
- Pete Davidson como Paciente do Dr. Conners
- Leslie Jones como Consumidor zangado da Subway
- Marv Albert como ele mesmo
- Chris Evert como ela mesma
- Matthew Broderick como ele mesmo
- Tony Romo como ele mesmo
- Amar'e Stoudemire como ele mesmo

## Prêmios e indicações
Prêmios Globo de Ouro 2016
- Indicado
  - Melhor filme - comédia ou musical[13]
  - Melhor atriz - comédia ou musical (Amy Schumer)[13]